# (316179) 2010 EN65
(316179) 2010 EN65 là một vật thể ngoài Sao Hải Vương (TNO) quay quanh Mặt Trời. Tuy nhiên, với bán trục lớn là 30,8 AU, vật thể này thực sự là một thiên thể Troia của Sao Hải Vương, cùng quỹ đạo với Sao Hải Vương, vì hành tinh khổng lồ có trục bán chính tương tự là 30,1 AU. Vật thể đang nhảy từ điểm Lagrange L4 sang L5 qua L3. Tính đến năm 2016, nó ở điểm 54 AU từ Sao Hải Vương. Đến năm 2070, nó sẽ ở 69 AU từ Sao Hải Vương.

## Khám phá
(316179) 2010 EN65 được phát hiện vào ngày 7 tháng 3 năm 2010 bởi David L. Rabinowitz và Suzanne W. Tourtellotte sử dụng gương phản xạ 1,3 m từ Cerro Tololo.

## Quỹ đạo
(316179) 2010 EN65 đi theo quỹ đạo khá lệch tâm (0,31) với bán trục lớn là 30,72 AU và độ nghiêng 19,3. Quỹ đạo của nó được xác định rõ với hình ảnh có từ năm 1989.

## Tính chất vật lý
(316179) 2010 EN65 là một vật thể nhỏ khá lớn với cường độ tuyệt đối 6,9 và đường kính có thể gần 200 km (120 mi).

## Troia nhảy
(316179) 2010 EN65 là một vật thể cùng quỹ đạo của Sao Hải Vương, sáng thứ hai sau vệ tinh bán kính (309239) 2007 RW10. (316179) 2010 EN65 hiện đang chuyển từ hiệu chỉnh xung quanh điểm Lagrange L4 sang hiệu chỉnh xung quanh L5. Hành vi giống như Troia bất thường này được gọi là "Troia nhảy". 